# Niemetal
Niemetal ist eine zur Samtgemeinde Dransfeld (Verwaltungssitz in Dransfeld) gehörende Gemeinde im Landkreis Göttingen im südlichen Niedersachsen (Deutschland). In der Gemeinde leben etwa 1500 Einwohner.

## Geografie

### Lage
Die Gemeinde Niemetal, die sich westlich von Dransfeld befindet, liegt zwischen Bramwald im Westen und Dransfelder Stadtwald im Osten. Sämtliche Ortsteile – Varlosen, Imbsen, Löwenhagen und Ellershausen vor dem Walde – werden von der Nieme (kleiner Nebenfluss der Weser) durchflossen. Niemetal ist vom Naturpark Münden umgeben.

### Gemeindegliederung
Die Gemeinde Niemetal besteht aus vier Ortsteilen:
- Ellershausen
- Imbsen
- Löwenhagen (ältere Bezeichnungen: Lewenhagen und Lowenhagen)
- Varlosen

## Geschichte
Am 1. Januar 1973 wurde die Gemeinde Niemetal durch den Zusammenschluss der bisherigen Gemeinden Ellershausen bei Münden, Imbsen, Löwenhagen und Varlosen neu gebildet.

## Religion
Niemetal ist Sitz der Evangelisch-lutherischen St.-Michaelis-Kirchengemeinde Niemetal-Bühren, die zum 1. Januar 2011 aus der bisherigen St.-Michaelis-Kirchengemeinde Niemetal und der Evangelisch-lutherischen Kirchengemeinde Bühren gebildet wurde.

## Politik

### Gemeinderat
Der Rat der Gemeinde Niemetal besteht aus 11 Ratsfrauen und Ratsherren. Dies ist die festgelegte Anzahl für eine Gemeinde mit einer Einwohnerzahl zwischen 1001 und 2000 Einwohnern, die einer Samtgemeinde angehört. Die Ratsmitglieder werden durch eine Kommunalwahl für jeweils fünf Jahre gewählt.
Seit der Kommunalwahl 2021 setzt sich der Gemeinderat wie folgt zusammen:
| Gemeinderat 2021Insgesamt 11 Sitze - Linke: 1 - SPD: 4 - FWG: 2 - CDU: 4 FWG: Freie Wählergemeinschaft Niemetal |

### Bürgermeister
Frank Bete wurde im November 2021 zum ehrenamtlichen Bürgermeister gewählt und löste damit Klaus Heinemann ab.

### Wappen und Flagge

Wappen der Gemeinde
Hissflagge der Gemeinde

Blasonierung:„Im Wellenschnitt geteilt von Grün und Silber (Weiß), darauf schräglinks ein liegender Eichenast in verwechselten Farben beiderseits zwei herabhängende Eichenblätter und je einer Astung.“
Der Wellenschnitt steht für die Nieme. Der Eichenast entstammt dem Wappen der Herren von Stockhausen, die über Jahrhunderte großen Einfluss in der Gemeinde hatten. Die vier Eichenblätter stehen stellvertretend für die Ortsteile.
Beschreibung der Flagge:„Die Flagge ist weiß-grün quergestreift mit aufgelegtem Wappen in der Mitte.“

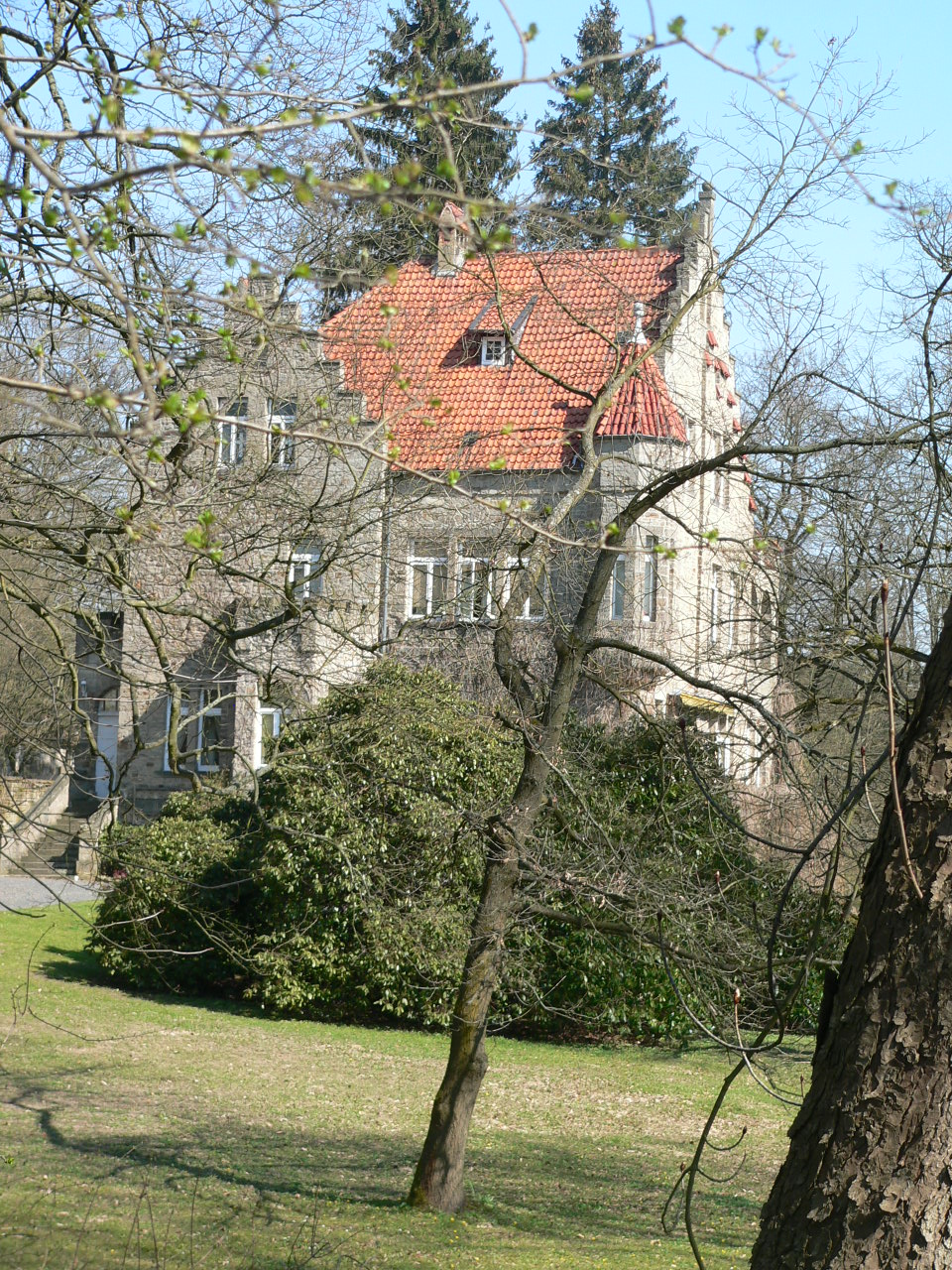
Gut Löwenhagen in Niemetal-Löwenhagen, Sitz der Stockhausenschen Forst- und Schlösserverwaltung

## Verkehr
Niemetal ist über verschiedene Landstraßen mit der Bundesstraße 3, die von Hann. Münden nach Göttingen führt, verbunden.